# Kieran Crotty
Kieran Crotty (* 30. August 1930; † 22. Juli 2022 in Waterford) war ein irischer Politiker und ehemaliger Abgeordneter im Dáil Éireann.
Crotty wurde 1969 erstmals für die Fine Gael in den 19. Dáil Éireann gewählt und war für die nächsten 20 Jahre Teachta Dála. Für die Wahlen zum 26. Dáil Éireann trat er nicht mehr an.
Neben seiner Tätigkeit als Abgeordneter wurde Crotty für sechs jeweils einjährige Amtszeiten zum Bürgermeister von Kilkenny gewählt. Nämlich 1971, 1972, 1980, 1989 und 1990 sowie 1995.